# Physeteroidea
Physeteroidea é uma superfamília da subordem dos odontocetos que inclui três espécies: cachalote, cachalote-anão e cachalote-pigmeu. Existem três interpretações taxonómicas diferentes relativamente a esta superfamília:
1 - As três espécies são membros da família Kogiidae.
2 - Physeteridae é uma única família com a subfamília Kogiinae.
3 - São considerada duas famílias na superfamília Physeteroidea: Physeteridae e Kogiidae. Esta superfamília inclui espécies fósseis.